# Чемпионат России по самбо 2001
Чемпионат России по самбо 2001 года проходил в Санкт-Петербурге с 8 по 10 апреля. В соревнованиях приняли участие 246 спортсменов. Главным судьёй соревнований был Василий Перчик. В командном зачёте первенствовала сборная Нижегородской области.

## Медалисты
| Весовая категория | Золото                           | Серебро                         | Бронза                                                     |
| ----------------- | -------------------------------- | ------------------------------- | ---------------------------------------------------------- |
| до 52 кг          | Схатбий Альхаов Адыгея           | Андрей Кораблёв Нижний Новгород | Денис Черенцов Кемерово Александр Лавриков Ярославль       |
| до 57 кг          | Александр Паньков Пермь          | Сергей Лузин Пермь              | Армен Биджосян Адыгея Евгений Аксаментов Нижний Новгород   |
| до 62 кг          | Сергей Матюков Нижний Новгород   | Дмитрий Нечаев Пермь            | Денис Мухин Нижний Новгород Степан Елиазян Краснодар       |
| до 68 кг          | Николай Ковях Тула               | Алексей Галкин Нижний Новгород  | Марат Агзамов Свердловск Виктор Крестьянинов Омск          |
| до 74 кг          | Михаил Мартынов Москва           | Сергей Колесников Свердловск    | Ульян Ракшня Ханты-Мансийск Игорь Исайкин Брянск           |
| до 82 кг          | Раис Рахматуллин Нижний Новгород | Александр Коновалов Краснодар   | Владимир Лисенков Тверь Алексей Харитонов Пенза            |
| до 90 кг          | Игорь Куринной Москва            | Сергей Лоповок Нижний Новгород  | Евгений Шпагин Москва Владимир Кротов Приморский край      |
| до 100 кг         | Дмитрий Максимов Москва          | Евгений Исаев Самара            | Сергей Алеханов Татарстан Максим Брянов Карачаево-Черкесия |
| свыше 100 кг      | Мурат Хасанов Адыгея             | Михаил Казанцев Курган          | Михаил Коробейников Москва Сергей Еженков Санкт-Петербург  |

## Командный зачёт
1. Нижегородская область;
2. Москва;
3. Адыгея;
4. Свердловская область;
5. Пермская область;
6. Краснодарский край;